# U'll Be Mine
「U'll Be Mine」（ユール・ビー・マイン）はゴスペラーズ2作目のシングル。1995年7月21日にキューンミュージックから発売された。

## 解説
発売当初8cmCDシングルであったが、2002年9月19日の再発売時に現在仕様に合わせて12cmCDシングルで発売された。

## 収録曲
全編曲：田辺恵二
1. U'll Be Mine [4:52]
  - 作詞：安岡優／作曲：ゴスペラーズ
2. Moving [4:58]
  - 作詞：からむし天気／作曲：山田菜都
3. U'll Be Mine（オリジナル・カラオケ） [4:52]